# Michael Tsambikakis
Michael Tsambikakis (* 7. Januar 1972 in Bergisch Gladbach) ist ein deutscher Rechtswissenschaftler.

## Leben
Von 1991 bis 1995 das studierte er Rechtswissenschaften an den Universitäten Bielefeld und Köln und legte 1995 die erste juristische Staatsprüfung ab. Nach dem Rechtsreferendariat beim Oberlandesgericht Köln legte er 1998 die zweite juristische Staatsprüfung ab. Seit 1999 ist er als Rechtsanwalt und Strafverteidiger tätig; spezialisiert ist er auf das Wirtschafts-, Medizin- und Steuerstrafrecht. Im Jahr 2002 erfolgte die Ernennung zum Fachanwalt für Strafrecht, 2006 die Ernennung zum Fachanwalt für Medizinrecht. Nach der Promotion 2011 an der Europa-Universität Viadrina wurde er 2017 Honorarprofessor der Juristischen Fakultät der Universität Passau.

## Schriften (Auswahl)
- Strafprozessuale Zeugnisverweigerungsrechte aus beruflichen Gründen. Studien zu § 53a StPO. Baden-Baden 2011, ISBN 978-3-03751-370-5.
- mit Ingo Flore: Steuerstrafrecht. Kommentar. Köln 2016, ISBN 978-3-452-28290-3.
- mit Frank Saliger: Neutralisiertes Strafrecht. Zum 10-jährigen Bestehen der Anwendungssperre zur Strafvorschrift der unerlaubten Veranstaltung von Glücksspielen (§ 284 StGB) durch private, im EU-Ausland lizenzierte Sportwettenanbieter, insbesondere im Hinblick auf Online-Casinospiele. Baden-Baden 2017, ISBN 3-8487-4041-9.
- mit Max Alsberg, Karl-Heinz Nüse, Karlheinz Meyer, Jens Dallmeyer und Georg-Friedrich Güntge: Der Beweisantrag im Strafprozess. Köln 2019, ISBN 978-3-452-29131-8.